# Disk (automobil)
Disk byl lidový automobil navržený konstruktérem ing. Břetislavem Novotným a vyráběný v letech 1924–1925 firmou Československá zbrojovka, akciová společnost v Brně. Vůz založený na Novotného prototypu Omega byl vybaven dvoutaktním motorem a třecí diskovou převodovkou. Celkem vzniklo pravděpodobně 55 vozů.

## Historie
Na počátku 20. let 20. století uvažovala státní zbrojovka Československé závody na výrobu zbraní v Brně o rozšíření výrobního programu o výrobu automobilů. V létě 1922 nabídl vedení zbrojovky svoji konstrukci Ing. Břetislav Novotný. Jeho vůz OMEGA byl malý lidový automobil s celokovovou samonosnou karosérií, čtyřválcovým dvoutaktním motorem a neobvyklým převodovým ústrojím, tvořeným dvěma třecími disky. Novotný dokázal vedení podniku přesvědčit o kvalitách svého vozu a v únoru 1923 byla dohodnuta příprava sériové výroby.
V říjnu 1923 byly představeny první dva prototypy automobilu OMEGA a v prosinci téhož roku vykonaly první delší zkušební jízdu. V lednu 1924 rozhodl Zařizovací výbor (předchůdce správní rady) o přejmenování vozu na Diskos, zkráceně DISK, protože značka Omega už byla chráněná. Na počátku května byl automobil představen veřejnosti na automobilové výstavě v Brně, kde byly přijímány objednávky. Jeho lákadlem měla být nízká cena kolem 17 000 – 19 000 Kč, zhruba poloviční oproti konkurenčním vozům Tatra 11 nebo Praga Piccolo. Náběh sériové výroby se však zpožďoval a konstruktér vozu Ing. Novotný nedokázal vyřešit neustálé problémy své konstrukce. Ty spočívaly v nevhodném zapalování, chlazení a nespolehlivém řetězovém převodu na zadní nápravu. Nové zkušební vozy proto už měly svislý konvenční chladič a některé měly místo řetězu kardanový hřídel s ozubenými koly. Od července 1924 byla zbrojovka transformována na akciovou společnost a Ing. Novotný byl donucen k odchodu. Přes dílčí zlepšení však přetrvávaly zásadní potíže s třecím převodem. V lednu 1925 se uskutečnila další série zkoušek, na jejichž základě byl prodej vozů povolen. Nakonec bylo vyrobeno a prodáno podle dochovaných zápisů pouze 55 vozů z původně uvažované 150 kusové série. Brzy následovala vlna reklamací a stížností zákazníků. Více než polovina z celkem 55 prodaných kusů byla továrně vrácena nebo byla vyměněna za nový typ auta s doplatkem. Vrácené vozy byly posléze sešrotovány. Dochoval se pravděpodobně jediný kus, objevený a renovovaný v 70. letech pracovníky Technického muzea v Brně. V současné době se nachází v jeho expozici.

## Technické údaje

### Motor
Vůz Disk pohání řadový, vodou chlazený dvoudobý zážehový čtyřválec. Motor má zdvihový objem 600 cm³ (vrtání válců 55 mm, zdvih 63 mm) a dosahuje nejvyšší výkon 7,5 kW (10 k) při 1800 ot./min. Je vybaven karburátorem Zenith. Palivem je směs benzínu a oleje v poměru 20:1. Palivová nádrž má objem 17 litrů.

### Převodovka
Převodovka vozu je třecí, tvořená dvěma kotouči. První kotouč o průměru 415 mm tvoří setrvačník motoru. Druhý, osově posuvný kotouč o průměru 450 mm na něj dosedá kolmo. Vodorovným posunem druhého kotouče dochází ke změně jeho otáček. Od předlohového hřídele druhého kotouče je točivý moment přenášen kardanovým hřídelem na zadní nápravu bez diferenciálu. Jako třecí materiál sloužila kůže (obvod druhého kotouče) a kov (čelní plocha setrvačníku). Řazení má pět stupňů vpřed a jeden vzad.

### Podvozek a karosérie
Vozy Disk byly opatřeny otevřenou dvou- nebo čtyřdveřovou karosérií. Karosérie vozu z plechových výlisků a podvozek tvoří samonosný celek. Nápravy jsou tuhé, odpružené dvojicí čtvrteliptických listových per. Mechanické bubnové brzdy se nacházejí pouze na zadní nápravě. Kola jsou ocelová lisovaná značky Michelin a opatřená pneumatikami rozměru 700×80 mm.

### Rozměry a výkony
Všechny údaje dle AR 5/99

Délka: 3 500 mm

Šířka: 1 200 mm

Výška: 1 370 mm (s nataženou střechou 1 505 mm)

Rozchod kol: 1 000 mm

Rozvor náprav: 2 450 mm
Pohotovostní hmotnost: 450 kg

Celková hmotnost: 700 kg
Maximální rychlost: 55–60 km/h

Spotřeba paliva: 10 l/100 km